# Pinot-gris d'Alsace
Ne doit pas être confondu avec un alsace grand cru pinot gris.
Le pinot-gris d'Alsace, ou alsace pinot-gris, est un vin blanc français produit dans le vignoble d'Alsace à partir du cépage pinot gris G. Il s'agit d'une dénomination de cépage au sein de l'appellation alsace. Avant 2007, il était nommé « tokay-pinot-gris » et, avant 1984, « tokay d'Alsace ».
Parmi les vins d'Alsace, c'est un des vins blancs les plus aromatiques ; il est donc classé parmi ceux produits à partir des « cépages nobles » alsaciens, avec le riesling, le gewurztraminer et le muscat.

## Histoire
Le cépage pinot gris G est originaire du vignoble de Bourgogne, introduit en Alsace au XVIIe siècle avec les membres de sa famille, le pinot noir N et le pinot blanc B. Une légende prétend que vers 1565 des plants de vigne auraient été rapportés de Hongrie par le général Lazare de Schwendi, qui servait le Saint-Empire dans sa guerre contre l'Empire ottoman. Propriétaire de terres dans le pays de Bade et en Alsace, il aurait ordonné de multiplier ces plants à Kientzheim en souvenir de la bataille de Tokaj, et peut-être dans l'espoir de produire l'équivalent du tokaji hongrois (un vin liquoreux très cher produit à partir du cépage furmint).
Mais, d’après plusieurs ampélographes, il est vraisemblable que le cépage ramené ne correspond pas au fameux vin de Hongrie. Le pinot gris lui aurait été substitué sous le nom de Grauer Tokayer, traduit à partir de 1918 par « tokay d'Alsace », surnom qui est resté jusqu'au début du XXIe siècle.
L'appellation d'origine « vins d'Alsace » est créée par l'ordonnance du 2 novembre 1945, puis devient appellation d'origine contrôlée par le décret du 3 octobre 1962, avant que ne soient définis des dénominations de cépage en 1971 ainsi que le cahier des charges de la production et de la commercialisation (décrets du 2 janvier 1970 et du 30 juin 1971) achevé par l'obligation de la mise en bouteille (loi du 5 juillet 1972) dans des flûtes (décret du 30 juin 1971).
À l'exception du lieu-dit Kaefferkopf, le pinot gris d'Alsace peut bénéficier des mentions vendanges tardives et sélection de grains nobles, qui sont encadrés par un décret en 1984.
La surface du vignoble d'Alsace (appellations alsace et alsace grand cru) en pinot gris G est en très forte augmentation depuis le milieu du XXe siècle : elle est passée de 387 hectares en 1969 (4 % du total du vignoble) à 2 356 hectares en 2009 (15 % du total du vignoble), disputant la troisième place dans l'encépagement du vignoble à l'auxerrois, derrière le riesling B et le gewurztraminer Rs.
La question de l'usage abusif du nom « tokay » par les vignerons alsaciens est tranché par un accord entre la CEE et la Hongrie : à partir du 1er janvier 1994 le terme de « tokay-d'Alsace » est interdit, remplacé d'abord par « tokay-pinot-gris » pendant un délai d'adaptation de treize ans jusqu'au 1er janvier 2007, puis par simplement « pinot-gris ». Le cahier des charges de la dénomination est celui de l'appellation alsace, dernièrement modifié en mai 2025.

### Étymologie
La dénomination porte le nom de la région, dont la signification donne lieu à plusieurs théories.
En alsacien, « Alsace » se dit Elsass anciennement écrit Elsaß : 
- 'El- vient de l'alémanique Ell qui signifie l'Ill, la principale rivière alsacienne qui traverse la région du sud au nord.
- Saß vient du verbe sitzen (se trouver, être assis).

Littéralement, Elsass signifierait donc « le lieu où se trouve l'Ill » soit le « Pays de l'Ill ».
Quant au mot « pinot » il fait référence à la forme de la grappe du cépage utilisé, comme un cône de pin. Le gris correspond à la couleur des baies.

## Situation géographique

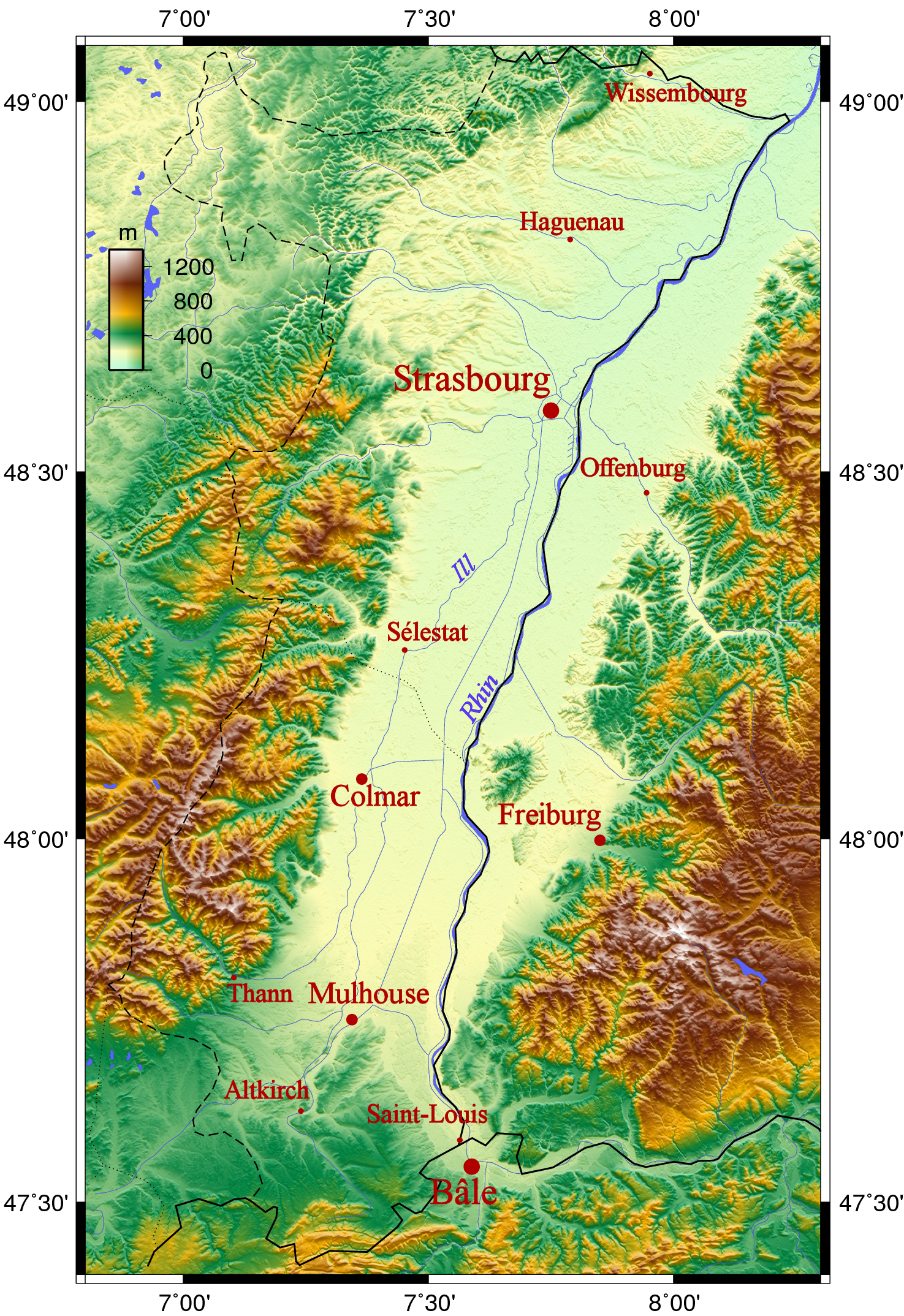
Carte du relief de l'Alsace.

Le pinot gris d'Alsace est produit en France, dans la région Alsace, plus précisément sur presque l'ensemble du vignoble d'Alsace, y compris les parcelles classées en alsace grand cru. Il peut donc être produit de Wissembourg au nord (à la frontière avec le land de Rhénanie-Palatinat), jusqu'à Thann au sud (proche de la frontière suisse), sur 180 kilomètres, de façon discontinue.

### Géologie et orographie
Une partie du pinot gris est produite sur la plaine d'Alsace, mais de nombreuses autres parcelles se trouvent sur les coteaux des collines sous-vosgiennes, y compris parmi ceux de l'appellation alsace grand cru (dont la production peut être déclassée en appellation alsace).
La plaine d'Alsace occupe la partie sud du fossé rhénan, né d'un effondrement durant l'Oligocène et le Miocène (-33 à -5 millions d'années).
Elle est composée d'une épaisse couche d'alluvions déposés par le Rhin (limons et graviers), c'est une zone beaucoup plus fertile que les coteaux, avec une importante nappe phréatique à moins de cinq mètres de profondeur.
Généralement, le haut des pentes des collines sous-vosgiennes est constitué des roches anciennes, plutoniques et métamorphiques tels que du granite, du gneiss ou de l'ardoise. Les parcelles de vignes y sont très pentues.
Le bas des coteaux est formé des couches de calcaires ou de marne recouvertes par du lœss, où le relief est moins accentué.

### Climatologie
À l'ouest, les Vosges protègent du vent et de la pluie la région de production des vins d'Alsace. Les vents d'ouest dominants perdent leur humidité sur le versant occidental des Vosges et parviennent sous forme de foehn, secs et chauds, dans la plaine d'Alsace. La quantité moyenne de précipitations est la plus faible de tous les vignobles français.
De ce fait, le climat est bien plus sec (Colmar est la station la plus sèche de France) et un peu plus chaud (avec une température annuelle moyenne plus haute de 1,5 °C) que ce qui serait attendu à cette latitude. Le climat est continental et sec avec des printemps chauds, des étés secs et ensoleillés, de longs automnes et des hivers froids.
La station météo de Strasbourg (150 mètres d'altitude) se trouve à l'extrémité nord de l'aire d'appellation, mais au bord du Rhin. Ses valeurs climatiques de 1961 à 1990 sont :
| Mois                              | jan. | fév. | mars | avril | mai  | juin | jui. | août | sep. | oct. | nov. | déc. | année |
| --------------------------------- | ---- | ---- | ---- | ----- | ---- | ---- | ---- | ---- | ---- | ---- | ---- | ---- | ----- |
| Température minimale moyenne (°C) | −1,7 | −0,9 | 1,6  | 4,6   | 8,6  | 11,7 | 13,4 | 13,1 | 10,3 | 6,5  | 2,1  | −0,7 | 5,7   |
| Température moyenne (°C)          | 0,9  | 2,5  | 6    | 9,6   | 13,8 | 17   | 19,1 | 18,6 | 15,5 | 10,6 | 5,2  | 1,9  | 10,1  |
| Température maximale moyenne (°C) | 3,5  | 5,8  | 10,4 | 14,6  | 19   | 22,2 | 24,7 | 24,2 | 20,8 | 14,7 | 8,2  | 4,5  | 14,4  |
| Ensoleillement (h)                | 42   | 78   | 122  | 161   | 197  | 212  | 240  | 215  | 168  | 101  | 58   | 43   | 1 637 |
| Précipitations (mm)               | 33,1 | 34,3 | 36,6 | 48    | 74,5 | 74,6 | 56,8 | 67,8 | 55,5 | 43   | 46,6 | 39,9 | 610,5 |

La station météo de Colmar (209 mètres d'altitude) se trouve au milieu de l'aire d'appellation, mais en plaine. Ses valeurs climatiques de 1961 à 1990 sont :
| Mois                              | jan. | fév. | mars | avril | mai  | juin | jui. | août | sep. | oct. | nov. | déc. | année |
| --------------------------------- | ---- | ---- | ---- | ----- | ---- | ---- | ---- | ---- | ---- | ---- | ---- | ---- | ----- |
| Température minimale moyenne (°C) | −2,1 | −1,1 | 1,4  | 4,5   | 8,3  | 11,5 | 13,3 | 12,9 | 10,2 | 6,3  | 1,8  | −1   | 5,5   |
| Température moyenne (°C)          | 0,9  | 2,6  | 6,1  | 9,7   | 13,8 | 17,1 | 19,3 | 18,8 | 15,8 | 10,9 | 5,3  | 1,9  | 10,2  |
| Température maximale moyenne (°C) | 3,8  | 6,3  | 10,8 | 15    | 19,3 | 22,7 | 25,3 | 24,7 | 21,5 | 15,5 | 8,7  | 4,8  | 14,9  |
| Ensoleillement (h)                | 53   | 83   | 128  | 165   | 200  | 223  | 246  | 222  | 176  | 117  | 68   | 52   | 1 724 |
| Précipitations (mm)               | 35,5 | 32,2 | 37,7 | 46,7  | 67   | 67,2 | 59,3 | 63,3 | 46,7 | 37,9 | 47,7 | 40,2 | 581,4 |

La station météo de l'aéroport Bâle-Mulhouse (267 mètres d'altitude) se trouve à l'extrémité sud de l'aire d'appellation, encore une fois en plaine. Ses valeurs climatiques de 1961 à 1990 sont :
| Mois                              | jan. | fév. | mars | avril | mai  | juin | jui. | août | sep. | oct. | nov. | déc. | année |
| --------------------------------- | ---- | ---- | ---- | ----- | ---- | ---- | ---- | ---- | ---- | ---- | ---- | ---- | ----- |
| Température minimale moyenne (°C) | −2,2 | −1,1 | 1,4  | 4,3   | 8,3  | 11,5 | 13,5 | 13,2 | 10,6 | 6,7  | 1,9  | −1,1 | 5,6   |
| Température moyenne (°C)          | 0,8  | 2,5  | 5,9  | 9,4   | 13,5 | 16,9 | 19,2 | 18,7 | 15,7 | 11,1 | 5,3  | 1,8  | 10,1  |
| Température maximale moyenne (°C) | 3,8  | 6,2  | 10,3 | 14,4  | 18,8 | 22,2 | 24,8 | 24,1 | 20,9 | 15,4 | 8,8  | 4,8  | 14,6  |
| Ensoleillement (h)                | 65   | 86   | 124  | 164   | 197  | 218  | 250  | 222  | 175  | 126  | 80   | 61   | 1 768 |
| Précipitations (mm)               | 53,9 | 50,5 | 49,5 | 58,5  | 76,3 | 73,6 | 62,9 | 79,9 | 54,7 | 49,2 | 58,1 | 54,5 | 721,7 |

## Vignoble

### Présentation

Carte de l'aire d'appellation et localisation des grands crus.

La dénomination pinot gris peut être produite sur l'ensemble des communes du vignoble d'Alsace faisant partie de l'aire de production de l'appellation alsace, soit sur 119 communes.
L'aire produisant le pinot gris au sein de l'appellation alsace est de 2 355 hectares en 2009, ce qui correspond par rapport à l'ensemble de l'appellation à 20 % de sa superficie plantée.

### Encépagement

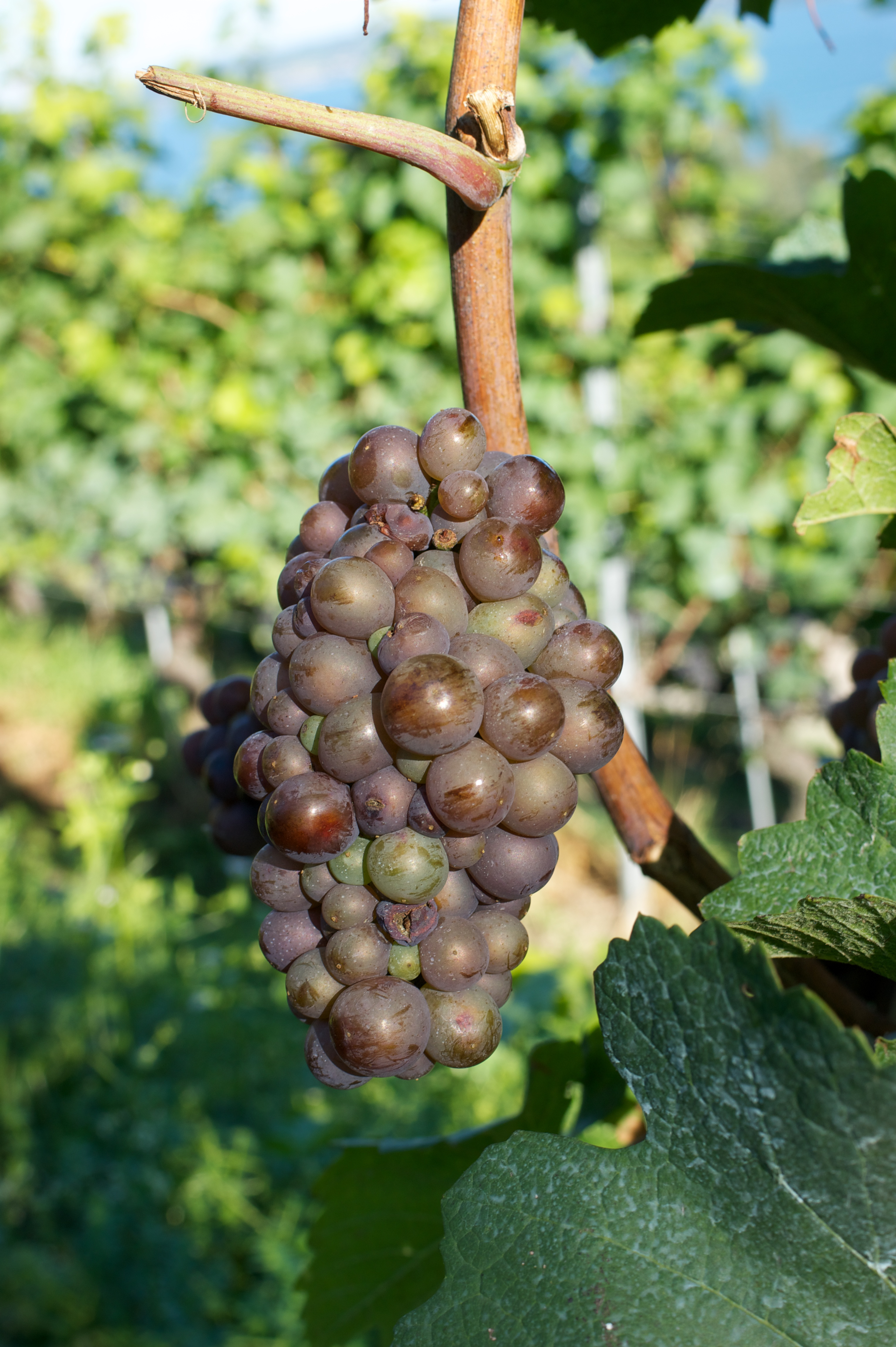
Grappe de pinot gris G (ici en Valais).

Le pinot gris G, appelé Grauburgunder ou Rülander en Allemagne (un certain Ruland l’y a introduit), « malvoisie » en Valais, ou pinot grigio en Italie, est un cépage fragile et de maturité assez précoce. Il est issu d’une mutation du pinot noir et est donc d’origine bourguignonne, où il est appelé « pinot beurot ».
Le pinot gris G donne de meilleurs résultats sur des sols composés de cailloutis calcaires, à condition qu'ils soient bien drainés grâce à une exposition en coteau.

### Dénomination géographique
Une procédure de demande de modification du cahier des charges de l'appellation alsace est en cours depuis octobre 2010, comprenant notamment la demande de reconnaissance de plusieurs dénominations géographiques, dont une seule d'entre elles concerne spécifiquement le pinot gris :
il s'agit de la dénomination « Vallée Noble », pour des blancs issus du gewurztraminer Rs, du pinot gris G et du riesling B, sur les communes de Westhalten et Soultzmatt.

### Rendements
En 2009, les rendements autorisés étaient de 80 hectolitres par hectare, sans plafond limite de classement.
Le rendement réellement pratiqué est de 70 hectolitres par hectare en moyenne en 2009, ce qui est relativement élevé (la moyenne française, tous vins compris, est de 58 hectolitres par hectare en 2009).

## Vins

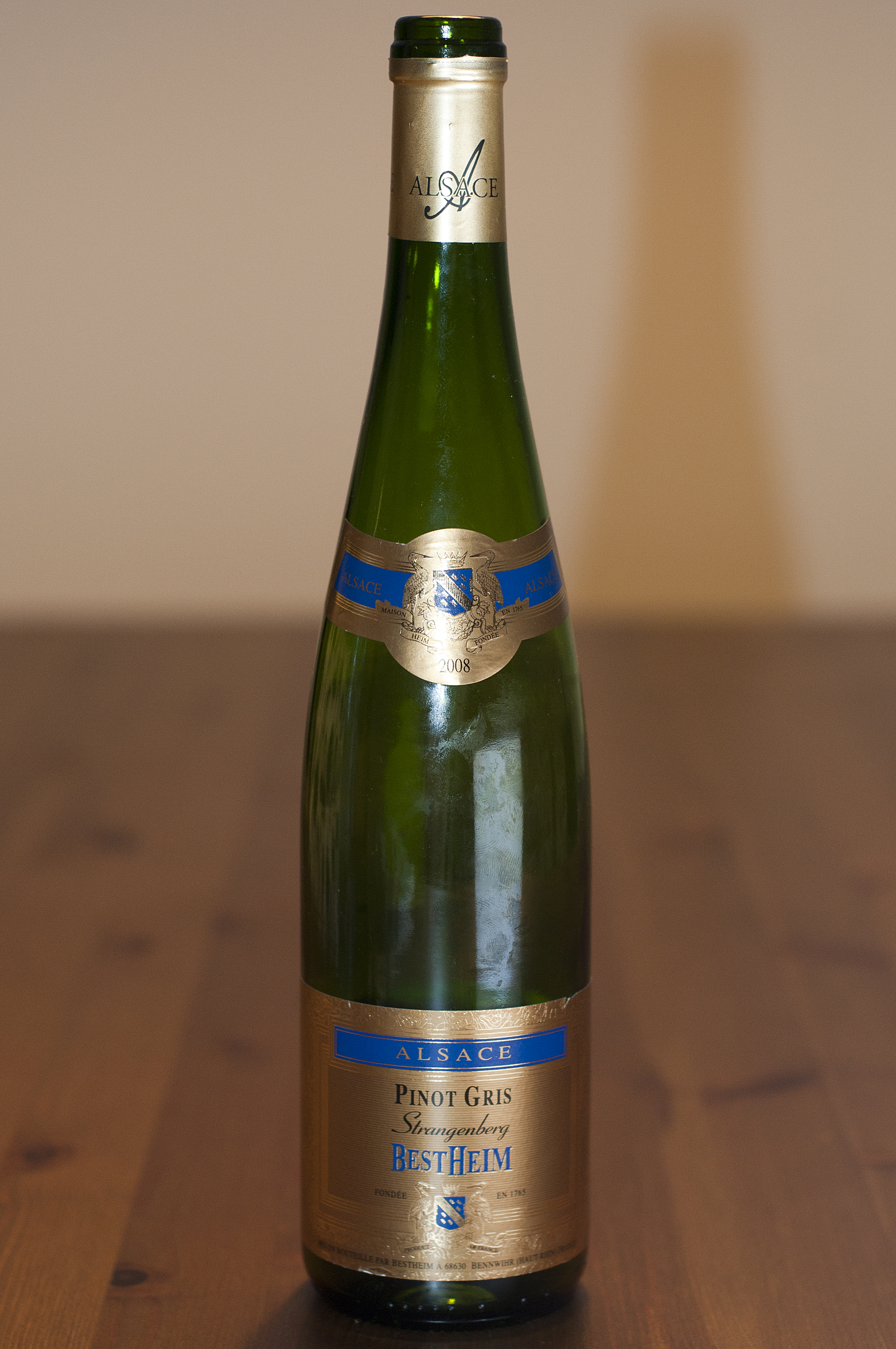
Bouteille de pinot-gris d'Alsace.

La production de pinot gris au sein de l'appellation alsace est de 167 749 hectolitres en 2019, ce qui fait sur un total de 1 028 705 hectolitres de vin une part de 16 %.

### Vinification et élevage
Le jour de la vendange, à l'arrivée au chai, le raisin est foulé et pressé pour séparer le moût du marc de raisin. Pour ce travail, les pressoirs pneumatiques remplacent progressivement les pressoirs horizontaux à plateau. Puis le moût est mis en cuve pour le débourbage, qui est le soutirage du jus sans les bourbes, soit par filtrage, soit par décantation en attendant qu'elles se déposent au fond de la cuve.
La fermentation alcoolique débute sous l'action de levures indigènes ou de levures sélectionnées introduites lors du levurage : cette opération transforme le sucre du raisin en alcool. La maîtrise de la température de fermentation par un système de réfrigération permet d'exprimer le potentiel aromatique du produit.
La fermentation achevée au bout d'un mois, le vin est soutiré afin d'éliminer les lies. La fermentation malolactique n'est généralement pas réalisée, bloquée par un sulfitage pour conserver son acidité au vin. Ce dernier peut être stocké en cuve pour le préparer à l'embouteillage ou élevé en barrique ou foudres de bois de chêne.
Le vin est soutiré, puis généralement de nouveau filtré avant le conditionnement en bouteilles, dès février ou mars.

### Vendanges tardives et sélection de grains nobles
Les vendanges tardives désignent des vins fait à partir de raisins dont la récolte a été retardée pour les obtenir en surmaturité, d'où des vins riches en sucre et en alcool, aux goûts plus puissants, et souvent moelleux. Selon la législation, le moût doit avoir au moins 243 grammes de sucre par litre dans le cas d'un pinot gris (soit 14,4 % vol. d'alcool potentiel) ; aucune chaptalisation n'est permise.
Quant à une sélection de grains nobles, il s'agit d'un vin fait à partir de raisins récoltés par tris sélectifs successifs des grains atteints de pourriture noble (Botrytis cinerea), ce qui donne des vins encore plus concentrés, plus sucrés, liquoreux. Selon la législation, le moût doit avoir au moins 279 grammes de sucre par litre si c'est du pinot gris (soit 16,6 % vol. d'alcool potentiel). Là-aussi aucune chaptalisation n'est permise,.

### Gastronomie

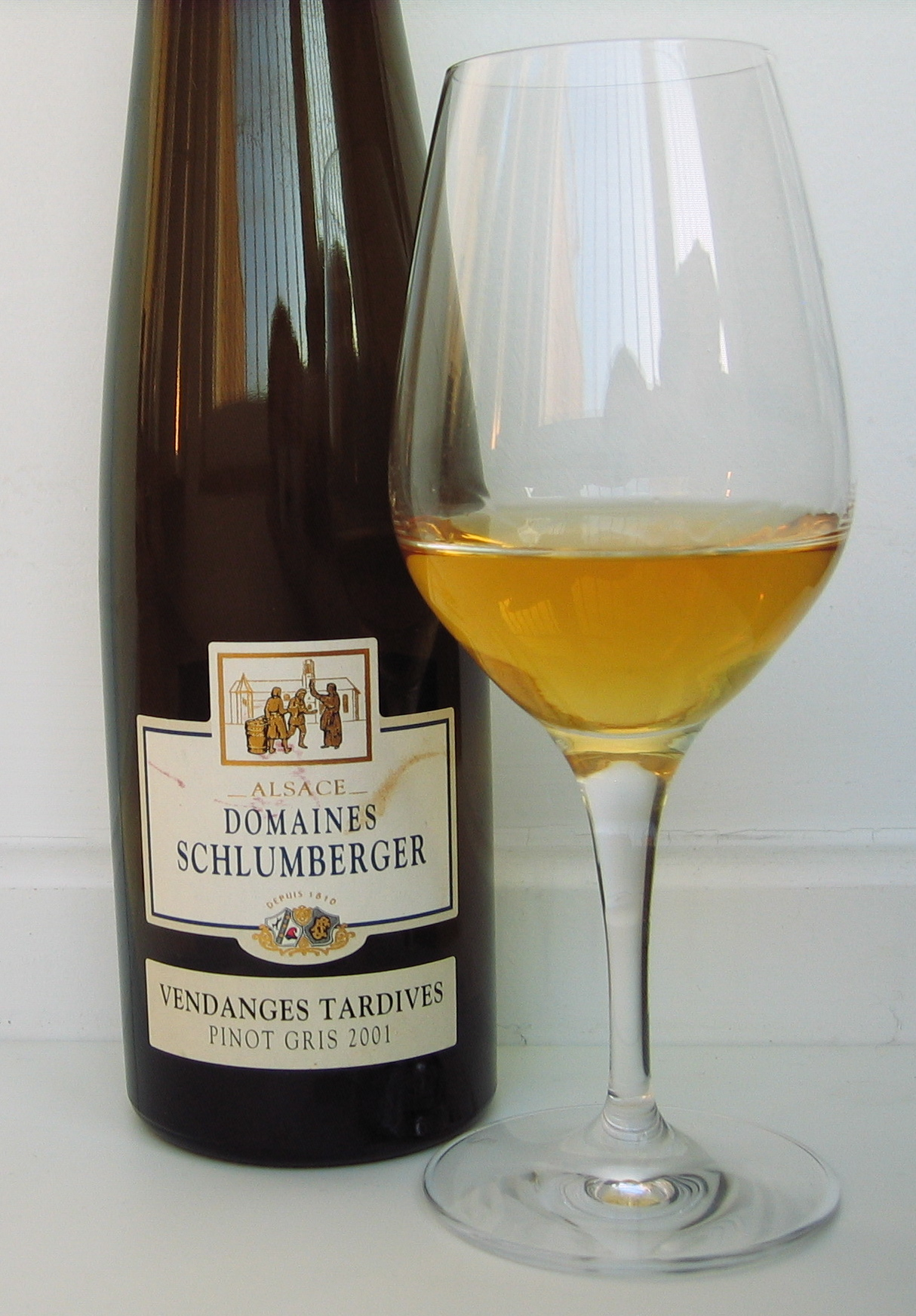
Verre de pinot-gris vendanges tardives.

Le pinot gris d'Alsace est un vin blanc à la robe dorée soutenue, avec un nez et une bouche au fruité marqué (sont généralement évoqués le miel et les fruits confits), avec des notes du sous-bois (champignon). Les vendanges tardives renforcent la concentration des arômes, les rendant encore plus puissants ; les sélections de grains nobles donnent des vins encore plus sucrés et alcoolisés.
Le critique Robert Parker décrit le pinot gris d'Alsace ainsi : « Capable de produire des vins aussi irrésistibles que les meilleurs chardonnays, le pinot gris donne en Alsace la toute meilleure expression de ce cépage, un vin sec et corsé. Vendangé tardivement et fermenté jusqu'à ce qu'il soit presque sec ou complètement sec, cet excellent cépage déploie un ample parfum de fruit beurré, crémeux et fumé, des flaveurs onctueuses et intenses, ainsi qu'une puissance et une présence en bouche considérables. Il appelle le type de nourriture (plats de poisson riches, etc.) que l'on sert habituellement avec un grand cru blanc de Bourgogne. Un (tokay) pinot gris vendanges tardives peut atteindre une teneur alcoolique de 14 à 15 % vol. et vieillit fort bien. Potentiel de garde : 4 à 10 ans. Cuvées vendanges tardives : 5 à 20 ans. »
En plus de convenir à un apéritif, le pinot gris d'Alsace s'accorde classiquement avec la cuisine alsacienne et avec les viandes blanches.

## Économie

### Type de bouteilles
Les vins d'Alsace doivent être mis en bouteille uniquement dans des flûtes du type « vin du Rhin » de 75 centilitres, règlementées par des décrets.

### Liste de producteurs
De très nombreux viticulteurs et négociants alsaciens proposent du pinot gris, le plus souvent parmi leurs vins haut-de-gamme.